# Seznam slovenskih citrarjev
Seznam slovenskih citrarjev.

## A
- Franc Ahačič (1903–1980)
- Irena Anžič (prej Zdolšek)
- Mateja Avšič

## B
- Doroteja Bedenik (*1986)
- Josef Blumlacher (Ptuj, 1827 - Gradec, 1907)
- Janja Brlec
- Tinka Budič
- Danica Butinar (*1943)

## C
- Marjeta Cunk (+ 2017)

## D
- Luka Demšar (*1985)
- Doroteja Dolšak
- Miha Dovžan

## G
- Milena Gabrijelčič
- Karli Gradišnik
- Irena Glušič
- Cita Galič (r. Zakonjšek)
- Chiarra Gregorc Planinc

## H
- Helena Hartman
- Hana Hren

## I
- Cvetka Imperl Bizjak

## J
- Romana Jauševec
- Ivan Jelinčič

## K
- Ivan Kiferle (1856-1943)
- Franja Kočnik
- Urban Koder
- Mateja Kolić
- Katja Kokalj
- Tanja Kokalj
- Fran Korun-Koželjski
- Miran Kozole - "Špica"
- Ana Koželj
- Tajda Krajnc
- Mateja Kumpraj

## L
- Fani Lapajne
- Tanja Lekše
- Klara Levec
- Kornelija Lovko
- Jasmina Levičar
- Tanja Lončar

## M
- Marjan Marinšek
- Josip Mešiček (1865-1923)
- Stane Modec

## N
- Brigita Nagode
- Peter Napret
- Ana Nikolič
- Eva Novak
- Vinko Novak

## O
- Jožef Omulec

## P
- Tina Pandev
- Tomaž Plahutnik
- ?? Podbevšek
- Eva Poglajen
- Viktor Poplaz
- Damjana Praprotnik
- Dejan Praprotnik
- Urška Praprotnik

## R
- Franci Roban (196?-2023)

## S
- Urška Sajovic

## Š
- Natalija Šepul
- Pavlina Šifrar
- Metka Šmon
- Franjo Švigelj (učenec Blumlacherja)

## T
- Božo Trnovšek

## V
- Dorica Vasle
- Anita Veršec
- Petra Vovčko
- Polona Vreček
- Janja Vogrin

## Z
- Tanja Zajc Zupan
- Cita Zakonjšek (por. Galič) (Cita Galič)
- Tanja Zalokar
- Irena Zdolšek (por. Irena Anžič)
- Karmen Zidar Kos
- Neli Zidar Kos
- Martin Zlobko
- Avguština Zor (1848-1933)
- Ana Zupan
- Ivan Zupanc - "Šerif" ?